# Prunus marsupialis
Prunus marsupialis — вид квіткових рослин з родини трояндових (Rosaceae). Ареал охоплює такі країни: Філіппіни.

## Середовище
У природі вид процвітає в первинних та вторинних лісах, а також у порушених лісах на висотах від 46 до 2000 метрів над рівнем моря.

## Морфологічний опис
Це вид дерев від невеликого до великого розміру, висотою від п'яти до 20 метрів.

## Використання
Деревина використовується для палива та будівництва.